# 靜絲鰭鱈
靜絲鰭鱈，為輻鰭魚綱鱈形目稚鱈科的其中一種，分布於西北太平洋日本海域，為深海底棲性魚類，體長可達34公分，棲息在底層水域，生活習性不明。

## 扩展阅读
維基物種上的相關：靜絲鰭鱈